# ميخائيل سميث (كاتب)
ميخائيل سميث (بالإنجليزية: Michael Smith)‏ هو كاتب سيناريو وصحفي وكاتب بريطاني، ولد في 1952.